# 소스 인사이트
소스 인사이트(Source Insight)는 소스 다이내믹스가 개발한 소스 코드 편집기이다. 소스 인사이트는 구문 강조, 코드 탐색, 맞춤식 단축키를 제공한다. 스스로 편집기 역할뿐 아니라 대형 코드 소스 베이스를 이해하기 위한 도구로 표방하고 있으며 이러한 까닭에 "프로그램 편집기이자 분석기"로 불린다. 관계, 컨텍스트, 심볼 창과 같은 유용한 기능들을 제공하면서 민첩하고 가벼운 편이다. 참조 트리, 클래스 상속 다이어그램, 콜 트리를 표시할 수 있으며 스스로 소스의 구문을 분석하면서 심볼릭 정보의 내부 데이터베이스를 구축한다. 가장 큰 이점은 친숙하지 않은 프로젝트의 코드 이해도 속도를 높일 수 있다는 것이다.

## 지원 언어
소스 인사이트는 다양한 프로그래밍 언어를 지원하지만 주로 C/C++, C#, 자바에 초점을 맞추고 있다.